# Hazel McCallion Line
De Hazel McCallion Line is een project voor een lightrail-lijn in de gemeenten Mississauga en Brampton in Canada.
De normaalsporige lijn met een lengte van 18 kilometer is gepland van start te gaan in november 2024. De aanleg is in 2020 begonnen en er zijn bij Alstom 44 trams besteld van het type Citadis Spirit, hiervan gaan er 28 in dienst vanaf de startdatum.